# ANBV Warao (PC-22)
El ANBV Warao (PC-22) es el segundo de los cuatro buques de la Armada de Venezuela tipo Avante 2200/clase Guaiquerí en construcción en los astilleros de Navantia en la localidad gaditana de Puerto Real, un municipio español ubicado en la provincia de Cádiz, en la comunidad autónoma de Andalucía.

## Historial

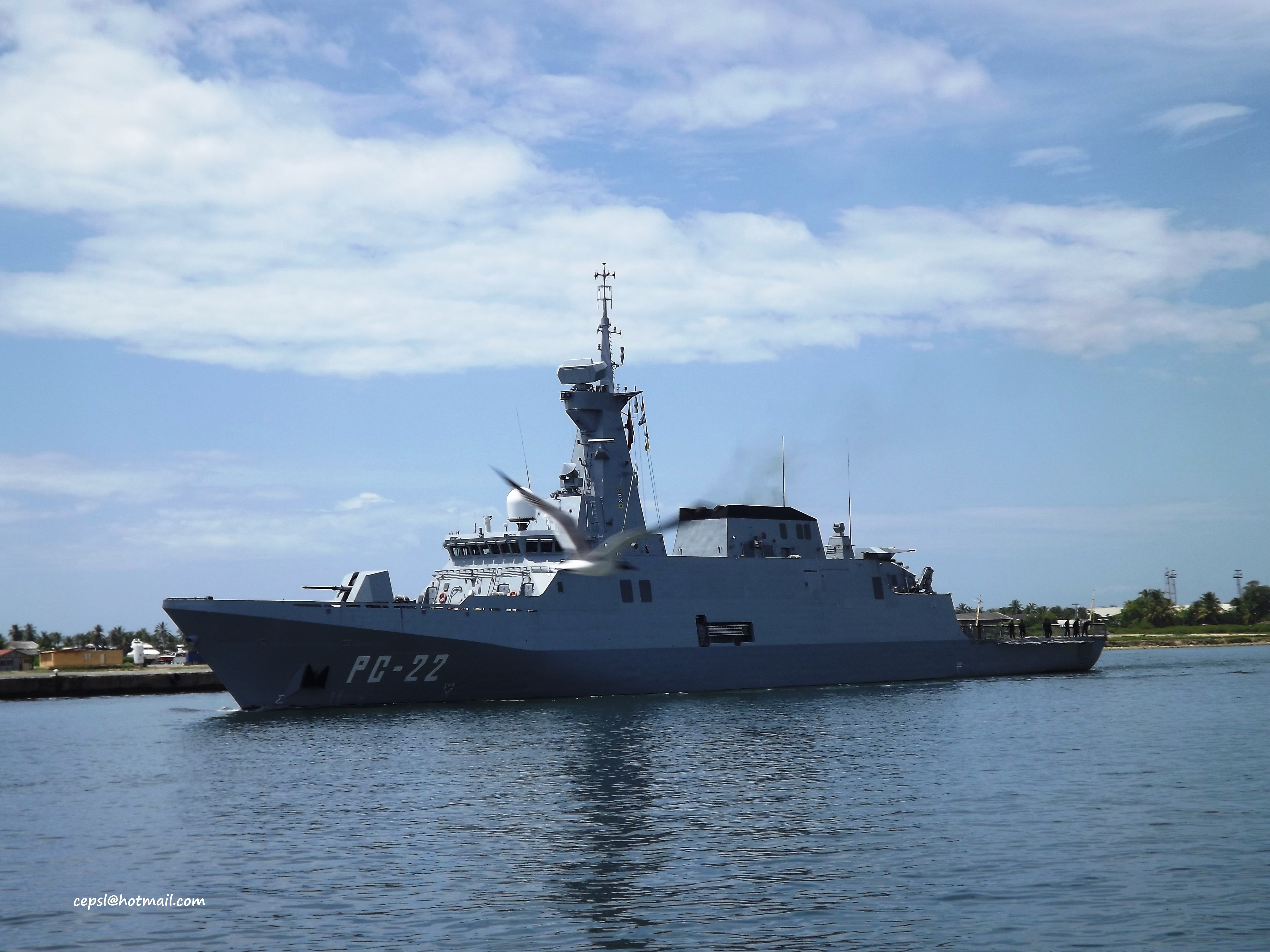
El patrullero PC-22 Warao fotografiado en 2012, mismo año en que un accidente en unas maniobras en Brasil le dejó inutilizado y a día de hoy sigue sin ser reparado.

Fue botado mediante el sistema de puesta a flote en dique seco el 26 de octubre de 2009 amadrinado por Soledad Villafaña, esposa del almirante Carlos Aniasi Turchio, comandante general de la Armada Bolivariana.
Fue entregado a la Armada de Venezuela en agosto de 2011. Durante las maniobras conjuntas venezolano-brasileñas Venbras-2012, encalló en Recife da Velha, cerca de Fortaleza sufriendo daños severos en el casco. Fue trasladado  por el buque semisumergible holandés Rolldock Sea hasta Río de Janeiro para ser reparado por EMGEPRON, una empresa pública brasileña.
Sin haber realizado las reparaciones, el buque fue trasladado a Venezuela, y pasó a estado de desmovilizado en diciembre de 2016. El buque continúa sin ser reparado en muelle en condición no operativa.

## Características y funciones
El casco y su superestructura están construidos en acero.
Las funciones proyectadas para estas naves son (según la página oficial de la Misión Naval Venezolana en España) las siguientes:
1. Vigilancia y protección de la Zona Económica Exclusiva.
2. Protección del Tráfico Marítimo.
3. Defensa de intereses estratégicos.
4. Operaciones de búsqueda y salvamento.
5. Auxilio a otras unidades y humanitarias.
6. Persecución del contrabando, tráfico de drogas e inmigración ilegal.
7. Vigilancia y obtención de información de inteligencia operativa o medioambiental.

## Buques de la clase
- ANBV Guaiquerí (PC-21)
- ANBV Warao (PC-22)
- ANBV Yecuana (PC-23)
- ANBV Kariña (PC-24)